# Белгар Пусје
Белгар Пусје (фр. Bellegarde-Poussieu) насеље је и општина у источној Француској у региону Рона-Алпи, у департману Изер која припада префектури Вјен.
По подацима из 2011. године у општини је живело 927 становника, а густина насељености је износила 55,21 становника/km². Општина се простире на површини од 16,79 km². Налази се на средњој надморској висини од 300 метара (максималној 436 m, а минималној 229 m).

## Демографија
| 1962. | 1968. | 1975. | 1982. | 1990. | 1999. | 2011. |
| ----- | ----- | ----- | ----- | ----- | ----- | ----- |
| 554   | 567   | 560   | 616   | 699   | 851   | 927   |

График промене броја становника у току последњих година